# 勿里洋
勿里洋，是印度尼西亚邦加-勿里洞省邦加县的一个镇。该镇大部分靠近海洋，北部有纳土纳海。该镇以其海鲜、锡矿和胡椒产品而闻名。该镇下辖的甘榜格东村为华人聚居区，村民是在荷兰殖民时代从中国移民的锡矿工人的后裔。